# Satellite (Bebe Rexha e Snoop Dogg)
Satellite è un singolo della cantante statunitense Bebe Rexha e del rapper statunitense Snoop Dogg, pubblicato il 20 aprile 2023 come terzo estratto dal terzo album in studio Bebe.

## Descrizione
Satellite è un brano pop e disco suonato in chiave di Fa maggiore al tempo di centosedici battiti al minuto. Il singolo è stato scritto dalla stessa cantante in collaborazione con Snoop Dogg, Kunfetti, Joe Janiak, Maya Kurchner e Sam DeRosa, ed è stato prodotto da Janiak. Il singolo, ispirato agli anni '70, mescola disco e pop con elementi di funk e dance-pop. Il singolo è stato pubblicato il 20 aprile, data associata alla cultura della cannabis e parla di un momento di sballo e di un viaggio in un universo alternativo. Testualmente, descrive la sensazione di Rexha di volare nel cielo come un satellite fino alla Via Lattea.
I due artisti hanno utilizzato i propri social media per creare interesse attorno alla pubblicazione del singolo, condividendo un video dietro le quinte del set del video musicale, in cui entrambi accendono e fumano un blunt insieme. Rexha ha rivelato a People: "Lavorare con Snoop è un sogno. Mi ha chiamato alle 7:00 del mattino successivo [dopo avergli condiviso la canzone su Instagram] con un grande blunt in mano."

## Video musicale
Il videoclip, diretto da Keyan Safyari e Juan M. Urbina, è stato pubblicato sul canale YouTube della cantante in concomitanza con la diffusione del brano. Rexha esprime il suo desiderio di viaggiare nello spazio e Dogg, fumando il suo blunt, le dice che può aiutarla. Il video poi si trasforma in un universo animato, dove i due sono due personaggi disegnati nello stile del cartone animato I pronipoti. Snoop ha la pelle verde e un pizzetto a forma di foglia di marijuana. Insieme avvistano una gigantesca foglia di marijuana, mentre Bebe lancia un razzo verde nello spazio. La scena si conclude in una discoteca, con la cantante che si esibisce davanti a una folla di cime di erba personificate.

## Promozione
Rexha ha esibito il brano per la prima volta nel talk show americano Jimmy Kimmel Live!, esibendosi in un costume scintillante a forma di foglia di cannabis verde.

## Tracce
Download digitale
1. Satellite – 3:28

Download digitale – Remixes
1. Satellite (Alle Farben remix) – 3:40